# Noventa y tres (Victor Hugo)
Noventa y tres (en francés Quatrevingt-Treize) es la última novela de Victor Hugo. Publicada en 1874, está ambientada en una de las fases más terribles de la Revolución francesa: el Terror en 1793. Hugo tenía la intención de realizar una trilogía novelesca dedicada a la Revolución, de la que ésta sería el primer volumen. Sin embargo, no pudo terminar su proyecto. Noventa y tres representa su oportunidad de exponer los frutos de su profunda reflexión sobre los hechos revolucionarios y la legitimidad de la Revolución, a la vez que hacía referencia a la Comuna de París de 1871.

## Adaptaciones cinematográficas
- 1920 : Noventa y tres realizado por André Antoine
- 1962 : Noventa y tres realizado por Alain Boudet